# Scranciola brunneidorsa
Scranciola brunneidorsa är en fjärilsart som beskrevs av Sergius G. Kiriakoff 1964. Scranciola brunneidorsa ingår i släktet Scranciola och familjen tandspinnare. Inga underarter finns listade.